# Parepare
Parepare är en stad på sydvästra Sulawesi i Indonesien. Den ligger i provinsen Sulawesi Selatan och har cirka 150 000 invånare.